# Sahu
Le sahu est une langue papoue  parlée en Indonésie dans la péninsule du nord de l'île de Halmahera, dans la province des Moluques du Nord.

## Classification
Le sahu fait partie de la famille des langues halmahera du Nord. le sahu compte deux dialectes, le pa'disua et le tala'i. Visser et Voorhoeve (1987) considèrent que le waioli et gamkonora, deux parlers voisins du sahu, ne sont pas des langues séparées mais deux autres dialectes du sahu.

## Sources
- (en) John A. Severn, The phonemic Syllable in Sahu: A Computer Aided Phonological Analysis, NUSA Vol. 38, pp. 71-87.